# Australopitecini
Pojam australopitecini općenito se odnosi na svaku vrstu koja pripada rodu Australopithecus i  Paranthropus. Znanstvenici se još nisu usuglasili oko uvrštenja rodova Kenyanthropus, Ardipithecus, i Praeanthropus u ovu skupinu. Pojam dolazi iz stare taksonomske klasifikacije, prema kojoj su australopitecini postojali kao zasebna potporodica. Većina stručnjaka danas klasificira takson Australopithecina kao podtribus tribusa Hominini. Pripadnici roda Australopithecus se ponekad definiraju kao "gracilni australopitecini", dok se pripadnici roda Paranthropus nazivaju "robustnim australopitecinima".
Australopitecini su živjeli u vremenskom razdoblju pliocena i pleistocena, bili su dvonožni sa zubalom vrlo sličnim čovjekovom. Međutim, moždani im je volumen bio sličan onome kod današnjih čovjekolikih majmuna, s manjim stupnjem encefalizacije nego kod roda Homo. Čovjek (rod Homo) je možda potekao od predaka australopitecina, dok je rod Ardipithecus mogući predak australopitecina.

## Popis vrsta
U popisu niže slijedi popis svih poznatih australopitecina prema Briggsu i Crowtheru.
- Australopithecina 
  - Australopithecus
    - Australopithecus africanus
    - Australopithecus deyiremeda
    - Australopithecus garhi
    - Australopithecus sediba
    - Australopithecus afarensis (=Praeanthropus afarensis)
    - Australopithecus anamensis (=Praeanthropus anamensis)
    - Australopithecus bahrelghazali (=Praeanthropus bahrelghazali)

  - Paranthropus
    - Paranthropus robustus
    - Paranthropus boisei
    - Paranthropus aethiopicus

  - Ardipithecus
    - Ardipithecus ramidus
    - Ardipithecus kadabba

  - Sahelanthropus
    - Sahelanthropus tchadensis

  - Orrorin
    - Orrorin tugenensis

  - Graecopithecus
    - Graecopithecus freybergi

## Fizičke karakteristike
Australopitecini su bili prilagođeni dvonožnom hodu, imaju visoki brahijalni indeks (omjer podlaktice i nadlaktice) u odnosu na ostale hominide i veći spolni dimorfizam od pripadnika roda Homo ili Pan,ali manji od gorila ili orangutana. Prema većini podataka zaključuje se da su u prosjeku bili visoki 1,2 do 1,5 metara i teški između 30 i 55 kilograma. Moždani volumen se kretao od 350 do 600 cm3. Zubi iza očnjaka (postkanini) bili su relativno široki s debljom caklinom u odnosu na sadašnje majmune i čovjeka, dok su sjekutići i očnjaci bili relativno mali, s malom razlikom između mužjaka i ženki u usporedbi sa sadašnjim majmunima.

## Azijski australopitecini
Manjinski stav unutar zajednice palaeoantropologa je da su australopitecini migrirali izvan Afrike. Poznati pobornik ove teorije je Jens Lorenz Franzen, bivši direktor odjela za paleoantropologiju Istraživačkog instituta u Senckenbergu. Franzen tumači da su robustni australopitecini u svojim migracijama ne samo došli do Indonezije, kao Meganthropus, nego i do Kine:
Godine 1957., opisan je pronalazak fosilnih zubi iz ranog pleistocena u Kini koji bi trebali pripadati P. robustusu. Tri kutnjaka iz pokrajine Jianshi u Kini (špilja Longgudong) je kasnije identificirano kao zubi vrste Australopithecusa (Gao, 1975.). Međutim, detaljnije analize dovele su u pitanje ovu interpretaciju; Zhang (1984.) tumači zub iz Jianshija kao neidentificirani zub koji pripada H. erectusu. Liu et al. (2010.) također dovode u pitanje vezu između zuba iz Jianshija i australopitecina i smatraju da ovaj zub pripada Homo erectusu:

## Unutarnje poveznice
- Evolucija čovjeka

## Vanjske poveznice
- Australopithecini, pristupljeno 23. kolovoza 2014.